# العلاقات النيجرية العمانية
العلاقات النيجرية العمانية هي العلاقات الثنائية التي تجمع بين النيجر وسلطنة عمان.

## مقارنة بين البلدين
هذه مقارنة عامة ومرجعية للدولتين:
| وجه المقارنة                                              | النيجر          | سلطنة عمان    |
| --------------------------------------------------------- | --------------- | ------------- |
| المساحة (كم2)                                             | 1.27 مليون      | 309.50 ألف    |
| عدد السكان (نسمة)                                         | 21.48 مليون     | 4.64 مليون    |
| الكثافة السكانية (ن./كم²)                                 | 16.91           | 14.99         |
| العاصمة                                                   | نيامي           | مسقط          |
| اللغة الرسمية                                             | لغة فرنسية      | اللغة العربية |
| العملة                                                    | فرنك غرب أفريقي | ريال عماني    |
| الناتج المحلي الإجمالي (بليون دولار)                      | 8.12 مليار      | 72.64 مليار   |
| الناتج المحلي الإجمالي (تعادل القوة الشرائية) بليون دولار | 19.01 مليار     | 179.49 مليار  |
| الناتج المحلي الإجمالي الاسمي للفرد دولار أمريكي          | 358             | 15.55 ألف     |
| الناتج المحلي الإجمالي للفرد دولار أمريكي                 | 938             | 38.63 ألف     |
| مؤشر التنمية البشرية                                      | 0.348           | 0.793         |
| رمز المكالمات الدولي                                      | +227            | +968          |
| رمز الإنترنت                                              | .ne             | عمان          |
| المنطقة الزمنية                                           | ت ع م+01:00     | ت ع م+04:00   |

## منظمات دولية مشتركة
يشترك البلدان في عضوية مجموعة من المنظمات الدولية، منها:
| علم المنظمة | اسم المنظمة                               | تاريخ انضمام النيجر | تاريخ انضمام سلطنة عمان |
| ----------- | ----------------------------------------- | ------------------- | ----------------------- |
|             | وكالة ضمان الاستثمار متعدد الأطراف        | 10 مايو 2012        | 1989                    |
|             | منظمة التعاون الإسلامي                    | ?                   | 1970                    |
|             | منظمة الشرطة الجنائية الدولية             | ?                   | ?                       |
|             | منظمة حظر الأسلحة الكيميائية              | ?                   | ?                       |
|             | منظمة التجارة العالمية                    | ?                   | 2000                    |
|             | الفريق المعني برصد الأرض                  | ?                   | ?                       |
|             | البنك الدولي للإنشاء والتعمير             | 24 أبريل 1963       | 1971                    |
|             | الأمم المتحدة                             | 20 سبتمبر 1960      | 7 أكتوبر 1971           |
|             | مؤسسة التمويل الدولية                     | 7 يناير 1980        | 1973                    |
|             | يونسكو                                    | 10 نوفمبر 1960      | 10 فبراير 1972          |
|             | مؤسسة التنمية الدولية                     | 24 أبريل 1963       | 1973                    |
|             | الاتحاد البريدي العالمي                   | ?                   | ?                       |
|             | المركز الدولي لتسوية المنازعات الاستشارية | 14 ديسمبر 1966      | 1995                    |
|             | الاتحاد الدولي للاتصالات                  | 14 نوفمبر 1960      | 28 أبريل 1972           |

## وصلات خارجية
- موقع وزارة الخارجية العمانية